# Eumelea incensa
Eumelea incensa är en fjärilsart som beskrevs av Louis Beethoven Prout 1932. Eumelea incensa ingår i släktet Eumelea och familjen mätare. Inga underarter finns listade i Catalogue of Life.